# XII Всероссийский съезд Советов
XII Всероссийский съезд Советов — Всероссийский съезд Советов, проходивший в Москве с 7 по 16 мая 1925 года. Среди вопросов, обсуждавшихся на съезде: принятие Конституции РСФСР 1925 года.

## Делегаты
По данным мандатной комиссии съезда:
Присутствовало 1084 делегата с правом решающего голоса и 550 делегатов с совещательным голосом. Партийный состав делегатов: члены и кандидаты в члены ВКП(б) — 79,1 %, беспартийных — 20,9 %.
Социальный состав делегатов:
- рабочие 39,2 %
- крестьяне 31,2 %
- прочие 29,6 %

Национальный состав:
- великороссы 71,6 %
- украинцы 3,2 %
- белорусы 0,9 %
- кавказские народы 2,5 %
- тюркские народы 7,2 %
- евреи 5,0 %
- латыши и эстонцы 2,9 %
- прочие 6,7 %

Председателем съезда избран — Калинин М. И.
Впервые среди делегатов съезда были только представители РКПБ и беспартийные.

## Рассмотренные вопросы
- Доклад Народного комиссариата здравоохранения (H. A. Семашко)
- Доклад Народного комиссариата финансов (H. A. Милютин)
- Доклад Народного комиссариата земледелия (А. И. Свидерский)
- Доклад об изменении Конституции РСФСР 1918 года (Д. И. Курский)
- Доклад о выходе Туркестанской автономной республики из состава РСФСР и образовании Туркменской и Узбекской союзных республик (А. С. Киселёв)
- Выборы состава ВЦИК

## Решения
Съезд утвердил текст Конституции РСФСР 1925 года.
Съездом был избран новый состав ВЦИК в количестве 300 членов и 134 кандидатов.